# Beta lactama

El anillo betalactámico, núcleo principal de los antibióticos betalactámicos.

Una β-lactama o anillo β-lactámico, es una lactama de cuatro miembros. Se nombra como tal, debido a que el átomo de nitrógeno está unido al carbono β en relación con el carbonilo. También llamado penam es una estructura lactámica con un anillo heterocíclico que consiste en tres átomos de carbono y un átomo de nitrógeno.
El anillo betalactámico es parte de la estructura de varias familias de antibióticos, especialmente las penicilinas, cefalosporinas, carbapenems y los monobactámicos, por lo que estos se conocen como antibióticos betalactámicos. El modo de acción de estos antibióticos es la inhibición de la síntesis de la pared celular de las bacterias, por lo que tiene capacidades letales para las Gram positivas. Las bacterias pueden desarrollar la clásica resistencia a antibióticos betalactámicos por medio de la producción de una enzima llamada betalactamasa la cual ataca por hidrólisis al anillo β-lactámico.

## Ejemplos de betalactámicos

Núcleo de la penicilina, el anillo betalactámico está situado en el centro
Ácido clavulánico
Amoxicilina
Ampicilina